# Algar de Palancia (kommun i Spanien)
Algar de Palancia är en kommun i Spanien.   Den ligger i provinsen Província de València och regionen Valencia, i den östra delen av landet, 290 km öster om huvudstaden Madrid. Antalet invånare är 555. Arean är 13,2 kvadratkilometer. Algar de Palancia gränsar till Alfara de la Baronia, Sagunto, Soneja, Sot de Ferrer och Segorbe. 
Terrängen i Algar de Palancia är huvudsakligen platt, men åt nordväst är den kuperad.